# Hypnum schlagintweitii
Hypnum schlagintweitii là một loài Rêu trong họ Hypnaceae. Loài này được Sendtn. ex Müll. Hal. mô tả khoa học đầu tiên năm 1851.